# Arrondissement Gannat
Gannat is een voormalig arrondissement in het departement Allier in de Franse regio Auvergne-Rhône-Alpes. Het arrondissement werd op 17 februari 1800 gevormd en op 11 april 1926 opgeheven. De vijf kantons werden verdeeld over de drie andere arrondissementen van het departement.

## Kantons
Het arrondissement was samengesteld uit de volgende kantons:
- kanton Chantelle - toegevoegd aan het arrondissement Moulins
- kanton Ébreuil - toegevoegd aan het arrondissement Montluçon
- kanton Escurolles - toegevoegd aan het arrondissement Lapalisse
- kanton Gannat - toegevoegd aan het arrondissement Lapalisse
- kanton Saint-Pourçain-sur-Sioule - toegevoegd aan het arrondissement Moulins